# Estrées-sur-Noye
Estrées-sur-Noye (picardisch Étrée-su-Noée) ist eine nordfranzösische Gemeinde mit 281 Einwohnern (Stand 1. Januar 2022) im Département Somme in der Region Hauts-de-France. Die Gemeinde liegt im Arrondissement Amiens, ist Mitglied des Gemeindeverbands Amiens Métropole und gehört zum Kanton Ailly-sur-Noye. Die Bewohner werden Estrésiens und Estrésiennes genannt.

## Geographie
Die Gemeinde liegt rund vier Kilometer nordwestlich von Ailly auf der Hochfläche zwischen den Flüssen Noye und Selle südlich der Départementshauptstadt Amiens. Die Entfernung zum Stadtzentrum von Amiens beträgt rund 12 Kilometer.
Umgeben wird Estrées-sur-Noye von den fünf Nachbargemeinden:
|              | Cottenchy                                   |                     |
| Grattepanche | Kompassrose, die auf Nachbargemeinden zeigt | Remiencourt         |
|              | Jumel                                       | Guyencourt-sur-Noye |

## Toponymie und Geschichte
Der Name der Gemeinde leitet sich vom lateinischen Begriff „strata“ ab, der sich auf die alte Chaussée Brunehaut bezieht.

## Einwohner
| 1962 | 1968 | 1975 | 1982 | 1990 | 1999 | 2006 | 2013 | 2020 |
| ---- | ---- | ---- | ---- | ---- | ---- | ---- | ---- | ---- |
| 142  | 162  | 184  | 195  | 233  | 255  | 278  | 282  | 268  |

## Verwaltung
Bürgermeister (maire) ist seit 2020 Alex Forestier.

## Sehenswürdigkeiten
- Moderne Pfarrkirche Saint-Firmin-le-Confesseur mit Ursprüngen aus dem 15. Jahrhundert, größtenteils nach 1945 neu gebaut
- Gefallenendenkmal